# Misery (canción de Soul Asylum)
"Misery" es una canción de 1995 de la banda estadoundiese Soul Asylum. Pertenece al álbum Let Your Dim Light Shine. El sencillo alcanzó la ubicación número 20 en la lista Billboard Hot 100 y el número 1 en la lista Modern Rock Tracks en los Estados Unidos. La canción apareció en la película Clerks II de Kevin Smith, y en un episodio de la serie de televisión Hindsight. También es parodiada por el comediante "Weird Al" Yankovic con el nombre de "Syndicated Inc." en el álbum Bad Hair Day.

## Lista de canciones
1. "Misery" - 4:24
2. "Hope" (cover de The Descendents) - 2:05

## Listas
| Lista (1995)                             | Posición |
| ---------------------------------------- | -------- |
| Canadá RPM Singles Chart                 | 3        |
| Canadá RPM Alternative 30                | 1        |
| EE. UU. Billboard Hot 100                | 20       |
| EE. UU. Billboard Hot 100 Airplay        | 16       |
| EE. UU. Billboard Mainstream Rock Tracks | 2        |
| EE. UU. Billboard Mainstream Top 40      | 13       |
| EE. UU. Billboard Modern Rock Tracks     | 1        |

### Fin de año
| Lista (1995)              | Posición |
| ------------------------- | -------- |
| Canadá RPM Singles Chart  | 16       |
| Canadá RPM Alternative 30 | 3        |
| EE. UU. Billboard Hot 100 | 99       |